# Weidenhahn
Weidenhahn település Németországban, Rajna-vidék-Pfalz tartományban. Lakosainak száma 562 fő (2023. december 31.).

## Népesség
A település népességének változása:
| Lakosok száma | 565  | 579  | 559  | 578  | 578  | 562  |
|               | 1975 | 2017 | 2019 | 2021 | 2022 | 2023 |